# Otostigmus tuberculatus
Otostigmus tuberculatus är en mångfotingart som först beskrevs av Kohlrausch 1878.  Otostigmus tuberculatus ingår i släktet Otostigmus och familjen Scolopendridae.

## Underarter
Arten delas in i följande underarter:
- O. t. tuberculatus
- O. t. pauperatus